# Save the Best for Last
"Save the Best for Last" is een nummer van de Amerikaanse zangeres en actrice Vanessa Williams.
Het nummer is in januari 1992 uitgebracht als derde single van haar tweede studioalbum, The Comfort Zone. Het lied werd geschreven door Phil Galdston, Wendy Waldman en Jon Lind. Het nummer gaat over een jonge vrouw die een alleenstaande man bewondert en afwacht hoe hij na jarenlang daten met anderen eindelijk een relatie met haar begint. Er werden twee versies van de videoclip opgenomen bij het nummer. De eerste versie, die voornamelijk op MTV werd uitgezonden, werd geregisseerd door Ralph Ziman. Een latere videoclip werd vooral op VH1 uitgezonden.
Het lied werd wereldwijd een grote hit en kreeg ook lovende kritieken van de muziekpers. Het stond vijf weken lang bovenaan de Amerikaanse Billboard Hot 100, waarmee het het grootste succes werd van Williams' muzikale carrière. Het werd door ASCAP verkozen tot Song of the Year 1992 en werd in in 1993 genomineerd voor een Grammy Award voor Song of the Year en Record of the Year (maar verloor beiden aan  Eric Claptons Tears in Heaven), en Best Female Pop Vocal Performance.
Ook buiten Williams thuisland werd het een hit. Het bereikte de nummer één-positie in Australië en Canada, en de top 3 in Ierland, het Verenigd Koninkrijk en Nederland. In de Eurochart Hot 100 stond het nummer op de zesde plek.
De Vlaamse zangeres Dana Winner heeft het nummer met een Nederlandse tekst, onder de titel "Iets Heeft je Zachtjes Aangeraakt", gecoverd.

## NPO Radio 2 Top 2000
| Nummer met noteringen in de NPO Radio 2 Top 2000 | '99  | '00  |
| ------------------------------------------------ | ---- | ---- |
| Save the Best for Last                           | 1289 | 1902 |

1. ↑  Een vetgedrukt getal geeft de hoogste notering aan.
2. ↑  Deze tabel is bijgewerkt tot en met de laatste editie (2024).